# Lullubi
Lullubi-folket var en grupp för-iranska stammar som under 2000-talet f.Kr. levde i ett område som kallades Lulubum. Lulubum låg i vad som idag är Sharazor-fältet i Zagrosbergen. Området utgörs idag av södra Irakiska-Kurdistan och iranska Kermanshahprovinsen. Lullubi-folket var grannar till och ibland allierade med den mesopotamiska stadsstaten Simurrum. Deras huvudstad Lulubuna eller Luluban tros ha legat vid dagens Halabja i Irak. Lullubi-folket verkar inte ha haft någon skrift och det är okänt vilket språk de talade. Namnet Lullubi tros vara hurritiska. 

## Historiska omnämnanden
Lullubi-folket nämns i den tidiga Sumeriska legenden "Lugalbanda och Anzufågeln" som utspelar sig under Enmerkars tid som härskare av Uruk. I legenden kallas de berg där Lugalbanda möter Anzufågeln för "lullubiernas berg". I källor från Sargon av Akkads tid skrivs Lulubum tillsammans med deras grannar Gutium (som möjligen var samma eller besläktade folkslag till Lullubi-folket) som områden som Sargon erövrat. Sargons barnbarn Naram-sin skall ha besegrat Lullubi-folket ledda av deras kung Satuni. Naram-Sin lät uppföra en segerstele till minne av händelsen. På stelen står "Naram-Sin den mäktige (oklart) Sidur and Sutuni, prinsar av lullubierna, samlades och ledde krig mot mig".
Efter att Akkadiska riket föll tog gutierna makten i Mesopotamien. Under den gutiske kungen Erridupizir gjorde lullubierna uppror enligt en text från tiden 
"Ka-Nisba, kung av Simurrum, hetsade folken i Simurrum och Lulubum till uppror. Amnili, general av fienden Lulubum satte landet i uppror. Erridu-pizir, den mäktige, kung av Gutium och de fyra världsändarna skyndade att möta honom. På en enda dag tog han bergspasset Urbillum vid Mummumberget, sedan intog han Nirishuha".
Efter den Gutiska perioden reste sig Ur som maktfaktor i Mesopotamien under Urs tredje dynasti. Kung Shulgi av Ur skall ha utfört räder mot Lulubum nio gånger. Under Amar-sins tid som kung av Ur verkar Lullubierna ha utgjort en del av hans armé och det antas därmed att Lulubum låg under Urs kontroll. 
En klipprelief visar kung Anubanini av Lulubum (cirka 2300 f.Kr. eller mellan 1800 och 1700 f.Kr.) som tillsammans med den assyrisk-babylonska gudinnan Ishtar leder krigsfångar. Reliefen tros vara från tiden för tredje Ur dynastin men en Babylonisk legend nämner Anubanini som  kungen av Lulubum när riket kuvades av Sargon av Akkad. 
På 1000-talet f.Kr verkar "Lullubi" eller "Lullu" ha använts som en generell term för "högländare" medan det ursprungliga Lulubum kallades Zamua. Lullubiernas land omnämns åter på 1100-talet f.Kr. då både  Nebuchadnezzar I av Babylon (1120 f.Kr.) och Tiglath-Pileser I av Assyrien (1113 f.Kr.) påstår sig ha kuvat landet. Neo-assyriska kungar under de följande århundradena skriver även de om kampanjer och erövringar av Zamua (Lulubum). Mest detaljrikt är Assurnasirpal II:s kampanj där han tvingas kuva ett uppror bland Zamuas hövdingar 881 f.Kr. Hövdingarna skall då ha uppfört en mur i Bazian-passet mellan nuvarande Kirkuk och Sulaymaniyah i ett misslyckat försök att hålla assyrierna utanför sitt land. Assurnasirpal II beskriver att Zamua består av 19 befästa städer och att de är rika i hästar, boskap, metaller, textiler och vin. Dessa rikedomar tog Assurnasirpal II med sig som krigsbyte efter att han besegrat upproret. 
Lokala hövdingar av Zamua-regionen fortsätts omnämnas fram till slutet av Esarhaddon av Assyriens tid på tronen 669 f.Kr.

## Avbildning
Lullubi-folket beskrivs i källor av kringliggande riken som krigiska bergsmän. De avbildas oftast som barbröstade och iklädda djurskinn. De har kort skägg och långt hår knutet i en tjock fläta. 

## Härskare
Lista över härskare av Lulubum/Zamua.
1. Immashkush (under 2300 f.Kr.)[7]
2. Anubanini (cirka 2350 f.Kr.) Skall ha beordrat skapandet av reliefstenen vid Sar-e Pol-e Zahab. Kan ha levat senare[8].
3. Satuni (cirka 2270 f.Kr. samtida med Naram-Sin, kung av Akkad och Hita kung av Awan)
4. Irib (cirka 2037 f.kr.)
5. Darianam (cirka 2000 f.Kr.)
6. Ikki (årtal okänt)[8]
7. Tar (okänt) duni (årtal okänt) son till Ikki. Hans relief har hittats nära Anubaninis relief[8].
8. Nur-Adad (cirka 881 – 880 f.Kr.)
9. Zabini (cirka 881 f.Kr.)
10. Hubaia (cirka 830 f.Kr.) Vasallkung till Assyrien
11. Dada (cirka 715 f.Kr.)
12. Larkutla (cirka 675 f.Kr.)